# 小型観測撮像スペクトロメータ

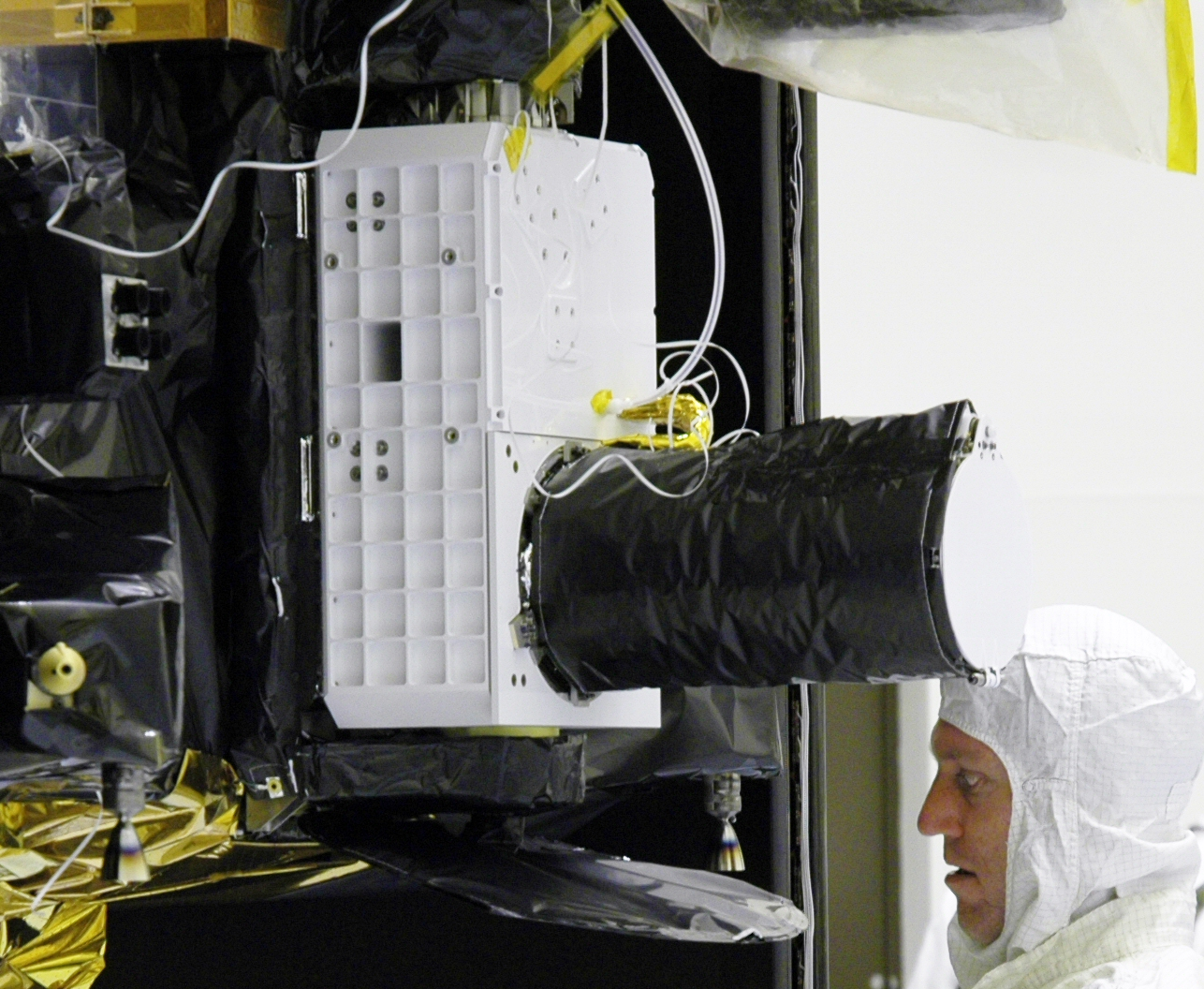

小型観測撮像スペクトロメータ (CRISM, Compact Reconnaissance Imaging Spectrometer for Mars）は、マーズ・リコネッサンス・オービターに搭載された観測装置の一つで、過去の火星に水が存在していた証拠を探索する赤外線分光計である。
このプロジェクトチームは10以上の大学から集まった科学者から成りたっている。実験責任者はScott Murchie。
ジョンズ・ホプキンス大学応用物理研究所により設計された。